# X2 Centauri
x2 Centauri (x2 Cen) é uma estrela na constelação de Centaurus. Tem uma magnitude aparente visual de 5,71, sendo visível a olho nu em locais com pouca poluição luminosa. Com base em medições de paralaxe pelo satélite Hipparcos, está localizada a aproximadamente 440 anos-luz (135 parsecs) da Terra. É uma possível estrela variável e sua magnitude aparente ja foi observada variando entre 5,70 e 5,73.
Esta é uma estrela de classe B da sequência principal ou uma subgigante com um tipo espectral de B9IV/V. Está brilhando com 108 vezes a luminosidade solar e tem uma temperatura efetiva de 10 768 K, dando à estrela a coloração azul-branca típica de estrelas de classe B. Não possui estrelas companheiras conhecidas, mas pode formar um par de movimento comum com x1 Centauri, que está separada de x2 Centauri por 26 minutos de arco, já que as duas estrelas têm movimento próprio e distância semelhantes.